# 1. HOL 1992./93.
Prva hrvatska odbojkaška liga za 1992./93. je predstavljala drugo izdanje najvišeg ranga odbojkaškog prvenstva Hrvatske. 
Sudjelovalo je devet klubova, a prvak je drugi put zaredom bila Mladost iz Zagreba.

## Konačni poredak
1. Mladost, Zagreb
2. Željezničar, Osijek
3. Novi Zagreb, Zagreb
4. Rijeka, Rijeka
5. Metaval - Sisak
6. Zrinski - Vibrobeton, Nuštar
7. Akademičar, Zagreb
8. Mirnapack, Rovinj
9. Opatija, Opatija